# Patinação artística nos Jogos Olímpicos de Inverno de 2006 - Individual masculino
A competição individual masculina da patinação artística nos Jogos Olímpicos de Inverno de 2006 foi disputado entre 30 patinadores.

## Medalhistas
| Ouro   | RUS Evgeni Plushenko |
| Prata  | SUI Stephane Lambiel |
| Bronze | CAN Jeffrey Buttle   |

## Resultados

### Programa curto
| #  | Nome                 | País                    | TSS   | TES   | PCS   | SS   | TR   | PE   | CH   | IN   | Deduções | StN |
| -- | -------------------- | ----------------------- | ----- | ----- | ----- | ---- | ---- | ---- | ---- | ---- | -------- | --- |
| 1  | Evgeni Plushenko     | RUS Rússia              | 90.66 | 49.69 | 40.97 | 8.29 | 7.82 | 8.29 | 8.25 | 8.32 | 0        | #2  |
| 2  | Johnny Weir          | USA Estados Unidos      | 80.00 | 40.99 | 39.01 | 7.86 | 7.64 | 7.79 | 7.79 | 7.93 | 0        | #13 |
| 3  | Stephane Lambiel     | SUI Suíça               | 79.04 | 40.61 | 38.43 | 7.79 | 7.50 | 7.68 | 7.64 | 7.82 | 0        | #11 |
| 4  | Brian Joubert        | FRA França              | 77.77 | 40.59 | 37.18 | 7.57 | 7.11 | 7.57 | 7.36 | 7.57 | 0        | #23 |
| 5  | Daisuke Takahashi    | JPN Japão               | 73.77 | 38.45 | 35.32 | 7.21 | 6.86 | 7.04 | 7.07 | 7.14 | 0        | #1  |
| 6  | Jeffrey Buttle       | CAN Canadá              | 73.29 | 37.01 | 37.28 | 7.46 | 7.39 | 7.36 | 7.46 | 7.61 | 1        | #5  |
| 7  | Emanuel Sandhu       | CAN Canadá              | 69.75 | 33.00 | 37.75 | 7.57 | 7.36 | 7.50 | 7.50 | 7.82 | 1        | #30 |
| 8  | Matthew Savoie       | USA Estados Unidos      | 69.15 | 35.22 | 33.93 | 6.89 | 6.68 | 6.79 | 6.75 | 6.82 | 0        | #22 |
| 9  | Gheorghe Chiper      | ROM Romênia             | 67.66 | 37.12 | 30.54 | 6.29 | 5.82 | 6.14 | 6.04 | 6.25 | 0        | #8  |
| 10 | Evan Lysacek         | USA Estados Unidos      | 67.55 | 33.80 | 34.75 | 7.07 | 6.68 | 7.00 | 6.96 | 7.04 | 1        | #26 |
| 11 | Zhang Min            | CHN China               | 67.39 | 36.29 | 31.10 | 6.50 | 5.93 | 6.21 | 6.21 | 6.25 | 0        | #14 |
| 12 | Shawn Sawyer         | CAN Canadá              | 67.20 | 35.02 | 32.18 | 6.50 | 6.29 | 6.46 | 6.39 | 6.54 | 0        | #3  |
| 13 | Kevin Van Der Perren | BEL Bélgica             | 65.36 | 33.50 | 32.86 | 6.61 | 6.36 | 6.68 | 6.50 | 6.71 | 1        | #18 |
| 14 | Sergei Davydov       | BLR Bielorrússia        | 64.65 | 35.58 | 29.07 | 6.04 | 5.61 | 5.82 | 5.71 | 5.89 | 0        | #15 |
| 15 | Ivan Dinev           | BUL Bulgária            | 63.64 | 34.29 | 29.35 | 6.18 | 5.64 | 5.82 | 5.82 | 5.89 | 0        | #6  |
| 16 | Anton Kovalevski     | UKR Ucrânia             | 63.41 | 33.95 | 29.46 | 6.07 | 5.64 | 5.93 | 5.86 | 5.96 | 0        | #21 |
| 17 | Viktor Pfeifer       | AUT Áustria             | 62.17 | 34.28 | 27.89 | 5.71 | 5.43 | 5.61 | 5.50 | 5.64 | 0        | #10 |
| 18 | Ilia Klimkin         | RUS Rússia              | 61.61 | 29.90 | 31.71 | 6.57 | 6.21 | 6.29 | 6.32 | 6.32 | 0        | #27 |
| 19 | Frederic Dambier     | FRA França              | 61.17 | 30.48 | 31.69 | 6.54 | 6.11 | 6.29 | 6.32 | 6.43 | 1        | #9  |
| 20 | Stefan Lindemann     | GER Alemanha            | 60.52 | 27.94 | 32.58 | 6.68 | 6.36 | 6.43 | 6.57 | 6.54 | 0        | #19 |
| 21 | Li Chengjiang        | CHN China               | 60.23 | 30.55 | 30.68 | 6.46 | 6.00 | 6.04 | 6.14 | 6.04 | 1        | #4  |
| 22 | Tomas Verner         | CZE República Checa     | 59.71 | 30.25 | 29.46 | 6.04 | 5.64 | 5.89 | 5.89 | 6.00 | 0        | #16 |
| 23 | Kristoffer Berntsson | SWE Suécia              | 59.55 | 31.34 | 28.21 | 5.89 | 5.43 | 5.57 | 5.61 | 5.71 | 0        | #7  |
| 24 | Zoltan Toth          | HUN Hungria             | 55.07 | 29.67 | 25.40 | 5.29 | 4.86 | 5.07 | 5.00 | 5.18 | 0        | #29 |
| 25 | Karel Zelenka        | ITA Itália              | 53.46 | 27.96 | 26.50 | 5.50 | 5.11 | 5.32 | 5.25 | 5.32 | 1        | #25 |
| 26 | Trifun Zivanovic     | SCG Sérvia e Montenegro | 53.40 | 29.44 | 23.96 | 5.04 | 4.57 | 4.71 | 4.82 | 4.82 | 0        | #12 |
| 27 | Jamal Othman         | SUI Suíça               | 52.18 | 24.46 | 27.72 | 5.71 | 5.36 | 5.54 | 5.50 | 5.61 | 0        | #17 |
| 28 | Vakhtang Murvanidze  | GEO Geórgia             | 49.68 | 24.32 | 26.36 | 5.50 | 5.00 | 5.29 | 5.21 | 5.36 | 1        | #20 |
| 29 | Gregor Urbas         | SLO Eslovênia           | 46.48 | 20.28 | 26.20 | 5.46 | 5.07 | 5.25 | 5.21 | 5.21 | 0        | #28 |
| 30 | Han Jong In          | PRK Coreia do Norte     | 42.11 | 19.50 | 22.61 | 4.75 | 4.29 | 4.57 | 4.50 | 4.50 | 0        | #24 |

### Patinação livre
| #  | Nome                 | País                | TSS    | TES   | PCS   | SS   | TR   | PE   | CH   | IN   | Deduções | StN |
| -- | -------------------- | ------------------- | ------ | ----- | ----- | ---- | ---- | ---- | ---- | ---- | -------- | --- |
| 1  | Evgeni Plushenko     | RUS Rússia          | 167.67 | 85.25 | 82.42 | 8.46 | 7.75 | 8.39 | 8.18 | 8.43 | 0        | #19 |
| 2  | Jeffrey Buttle       | CAN Canadá          | 154.30 | 76.80 | 78.50 | 7.79 | 7.75 | 7.82 | 7.89 | 8.00 | 1        | #22 |
| 3  | Evan Lysacek         | USA Estados Unidos  | 152.58 | 78.24 | 74.34 | 7.50 | 7.14 | 7.50 | 7.46 | 7.57 | 0        | #13 |
| 4  | Stephane Lambiel     | SUI Suíça           | 152.17 | 76.89 | 76.28 | 7.75 | 7.39 | 7.54 | 7.64 | 7.82 | 1        | #20 |
| 5  | Matthew Savoie       | USA Estados Unidos  | 137.52 | 65.80 | 71.72 | 7.25 | 7.00 | 7.11 | 7.21 | 7.29 | 0        | #14 |
| 6  | Johnny Weir          | USA Estados Unidos  | 136.63 | 61.27 | 75.36 | 7.75 | 7.25 | 7.50 | 7.57 | 7.61 | 0        | #21 |
| 7  | Brian Joubert        | FRA França          | 135.12 | 62.54 | 73.58 | 7.54 | 7.11 | 7.32 | 7.36 | 7.46 | 1        | #23 |
| 8  | Kevin Van Der Perren | BEL Bélgica         | 132.03 | 66.01 | 66.02 | 6.75 | 6.36 | 6.68 | 6.54 | 6.68 | 0        | #10 |
| 9  | Daisuke Takahashi    | JPN Japão           | 131.12 | 58.82 | 73.30 | 7.54 | 7.14 | 7.25 | 7.36 | 7.36 | 1        | #24 |
| 10 | Ilia Klimkin         | RUS Rússia          | 130.19 | 65.97 | 65.22 | 6.75 | 6.29 | 6.50 | 6.57 | 6.50 | 1        | #7  |
| 11 | Zhang Min            | CHN China           | 128.88 | 65.16 | 63.72 | 6.75 | 6.00 | 6.36 | 6.39 | 6.36 | 0        | #17 |
| 12 | Shawn Sawyer         | CAN Canadá          | 123.63 | 55.13 | 68.50 | 6.89 | 6.71 | 6.86 | 6.86 | 6.93 | 0        | #18 |
| 13 | Li Chengjiang        | CHN China           | 121.98 | 66.04 | 56.94 | 6.25 | 5.39 | 5.68 | 5.54 | 5.61 | 1        | #3  |
| 14 | Emanuel Sandhu       | CAN Canadá          | 120.49 | 52.27 | 70.22 | 7.21 | 6.86 | 6.82 | 7.11 | 7.11 | 2        | #16 |
| 15 | Tomas Verner         | CZE República Checa | 120.36 | 63.14 | 57.22 | 5.96 | 5.50 | 5.68 | 5.68 | 5.79 | 0        | #1  |
| 16 | Sergei Davydov       | BLR Bielorrússia    | 119.94 | 59.00 | 60.94 | 6.36 | 5.68 | 6.11 | 6.18 | 6.14 | 0        | #9  |
| 17 | Gheorghe Chiper      | ROM Romênia         | 118.53 | 54.23 | 64.30 | 6.61 | 6.25 | 6.36 | 6.43 | 6.50 | 0        | #15 |
| 18 | Ivan Dinev           | BUL Bulgária        | 116.47 | 57.97 | 58.50 | 6.14 | 5.57 | 5.79 | 5.86 | 5.89 | 0        | #12 |
| 19 | Frederic Dambier     | FRA França          | 116.42 | 55.92 | 62.50 | 6.39 | 6.11 | 6.07 | 6.36 | 6.32 | 2        | #6  |
| 20 | Stefan Lindemann     | GER Alemanha        | 112.05 | 51.05 | 62.00 | 6.43 | 5.96 | 6.11 | 6.25 | 6.25 | 1        | #2  |
| 21 | Anton Kovalevski     | UKR Ucrânia         | 109.43 | 53.93 | 57.50 | 6.00 | 5.57 | 5.61 | 5.82 | 5.75 | 2        | #11 |
| 22 | Kristoffer Berntsson | SWE Suécia          | 102.40 | 48.32 | 56.08 | 5.75 | 5.50 | 5.50 | 5.68 | 5.61 | 2        | #4  |
| 23 | Viktor Pfeifer       | AUT Áustria         | 101.70 | 45.26 | 57.44 | 5.79 | 5.57 | 5.75 | 5.79 | 5.82 | 1        | #8  |
| 24 | Zoltan Toth          | HUN Hungria         | 90.40  | 42.20 | 50.20 | 5.14 | 4.89 | 4.96 | 5.04 | 5.07 | 2        | #5  |

### Resultados finais
| #                                              | Nome                 | País                    | Pontos | PC | FS |
| ---------------------------------------------- | -------------------- | ----------------------- | ------ | -- | -- |
|                                                | Evgeni Plushenko     | RUS Rússia              | 258.33 | 1  | 1  |
|                                                | Stephane Lambiel     | SUI Suíça               | 231.21 | 3  | 4  |
|                                                | Jeffrey Buttle       | CAN Canadá              | 227.59 | 6  | 2  |
| 4                                              | Evan Lysacek         | USA Estados Unidos      | 220.13 | 10 | 3  |
| 5                                              | Johnny Weir          | USA Estados Unidos      | 216.63 | 2  | 6  |
| 6                                              | Brian Joubert        | FRA França              | 212.89 | 4  | 7  |
| 7                                              | Matthew Savoie       | USA Estados Unidos      | 206.67 | 8  | 5  |
| 8                                              | Daisuke Takahashi    | JPN Japão               | 204.89 | 5  | 9  |
| 9                                              | Kevin Van Der Perren | BEL Bélgica             | 197.39 | 13 | 8  |
| 10                                             | Zhang Min            | CHN China               | 196.27 | 11 | 11 |
| 11                                             | Ilia Klimkin         | RUS Rússia              | 191.80 | 18 | 10 |
| 12                                             | Shawn Sawyer         | CAN Canadá              | 190.83 | 12 | 12 |
| 13                                             | Emanuel Sandhu       | CAN Canadá              | 190.24 | 7  | 14 |
| 14                                             | Gheorghe Chiper      | ROM Romênia             | 186.19 | 9  | 17 |
| 15                                             | Sergei Davydov       | BLR Bielorrússia        | 184.59 | 14 | 16 |
| 16                                             | Li Chengjiang        | CHN China               | 182.21 | 21 | 13 |
| 17                                             | Ivan Dinev           | BUL Bulgária            | 180.11 | 15 | 18 |
| 18                                             | Tomas Verner         | CZE República Checa     | 180.07 | 22 | 15 |
| 19                                             | Frederic Dambier     | FRA França              | 177.59 | 19 | 19 |
| 20                                             | Anton Kovalevski     | UKR Ucrânia             | 172.84 | 16 | 21 |
| 21                                             | Stefan Lindemann     | GER Alemanha            | 172.57 | 20 | 20 |
| 22                                             | Viktor Pfeifer       | AUT Áustria             | 163.87 | 17 | 23 |
| 23                                             | Kristoffer Berntsson | SWE Suécia              | 161.95 | 23 | 22 |
| 24                                             | Zoltan Toth          | HUN Hungria             | 145.47 | 24 | 24 |
| Não avançaram para a fase de "patinação livre" |                      |                         |        |    |    |
| 25                                             | Karel Zelenka        | ITA Itália              | 53.46  | 25 |    |
| 26                                             | Trifun Zivanovic     | SCG Sérvia e Montenegro | 53.40  | 26 |    |
| 27                                             | Jamal Othman         | SUI Suíça               | 52.18  | 27 |    |
| 28                                             | Vakhtang Murvanidze  | GEO Geórgia             | 49.68  | 28 |    |
| 29                                             | Gregor Urbas         | SLO Eslovênia           | 46.48  | 29 |    |
| 30                                             | Han Jong In          | PRK Coreia do Norte     | 42.11  | 30 |    |

Legenda
| Recorde mundial      | Recorde mundial (World record)               |                       | Recorde africano                      | Recorde africano (African) |                                           | Q | Classificado por posição (Qualified) |
| Recorde olímpico     | Recorde olímpico (Olympic record)            | Recorde da América    | Recorde da América (Americas)         | q                          | Classificado por melhor tempo (Qualified) |   |                                      |
| Melhor marca do ano  | Melhor marca do ano (World leading)          | Recorde asiático      | Recorde asiático (Asian)              | DNS                        | Não largou (Did not start)                |   |                                      |
| Recorde nacional     | Recorde nacional (National record)           | Recorde europeu       | Recorde europeu (European)            | DNF                        | Não terminou (Did not finish)             |   |                                      |
| Recorde pessoal      | Recorde pessoal do atleta (Personal best)    | Recorde da Oceania    | Recorde da Oceania (Oceania)          | DSQ / DQ                   | Desclassificado (Disqualified)            |   |                                      |
| Recorde da temporada | Recorde da temporada do atleta (Season best) | Recorde sul-americano | Recorde sul-americano (South America) | NM                         | Sem marca (No mark)                       |   |                                      |